# Kouris

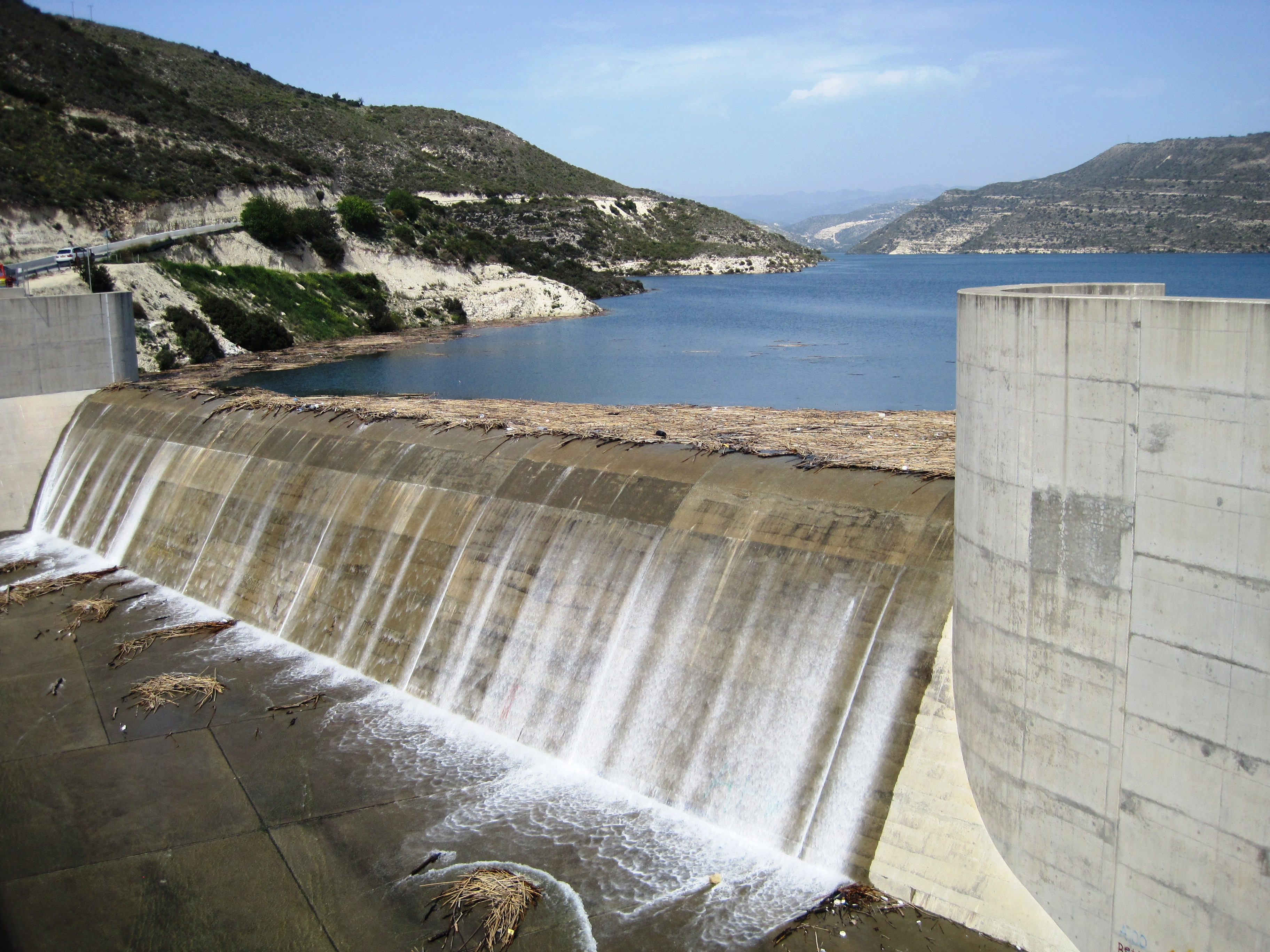
La diga sul Kouris

Il Kouris (in greco Κούρης?; in turco Kuris) è un fiume di Cipro. Con una lunghezza di 38 km, esso è il settimo fiume per lunghezza e uno dei fiumi più importanti dell'isola in termini di valore idrologico. Esso ha origine nella parte centrale del massiccio del Troodos, attraversa il distretto di Limassol e raggiunge il mare a Kourion, sfociando nella baia di Episkopi, circa 10 km a ovest della città di Limassol. Il suo bacino, che copre più di 300 km2 , si estende a sud dello spartiacque del Troodos, tra il picco Olympos o Hionistra (1951 m) e il Madari (1610 m). Luigi Palma di Cesnola esplorò la zona intorno alla foce del fiume e ne riferì negli anni 1870.

## Descrizione
Le sue sorgenti principali si trovano a est e sud-est della sommità del Troodos ad un'altitudine di circa 1700 m. Nel suo corso passa attraverso il villaggio di Amiodos, la valle di Saita e il villaggio di Trimiklini dove c'è una piccola diga e sopravvive un ponte di epoca veneziana. Entra nella regione di Alassa con i suoi due principali affluenti, il Kryos e il Limnati. Passa poi tra i comuni di Kantou (sulla sponda destra) ed Erimi (su quella sinistra) e sfocia in mare nella baia di Episkopi. Il nome del fiume si riferisce all'antica città di Kourion, che si trova molto vicino alla sua foce. Il valore idrologico del Kouris è particolarmente importante per Cipro, poiché fornisce circa il 20% dell'acqua che scorre nelle dighe dell'isola ogni anno.

## La diga sul Kouris
Nel 1989, la più grande diga di Cipro, con una capacità di 115.000.0000 m3, è stata costruita sul Kouris. La sua costruzione è iniziata nel 1984 ed è durata quattro anni. Essa è in terra e alta 110 metri. Il lago artificiale formato dalla diga copre un'area di 3,5 chilometri quadrati ed è arricchito principalmente dalle acque del Kouris e dei suoi affluenti Krios e Limnati, così come da una parte delle acque del fiume Diarizo che viene deviata nell'alveo del Krios attraverso un tunnel sotterraneo lungo 14 chilometri che parte dal sito della diga Arminos. Le acque della diga hanno sommerso alcuni edifici dell'adiacente villaggio di Alassa, compresa l'antica chiesa della comunità, che era dedicata ad Agios Nikolaos. Dopo la costruzione della diga di Kouris negli anni '80 non ha più una portata apprezzabile nella parte bassa del suo corso. Questa ha avuto l'effetto di allargare il bacino settentrionale del fiume.
A Kouris c'è una seconda diga, molto più piccola, nella zona di Trimiklini, costruita nel 1958. Il suo argine è alto 33 m e la sua capacità è di 340.000 m3.